# ナノアルカエウム・エクウィタンス
ナノアルカエウム・エクウィタンス(Nanoarchaeum equitans)は、2002年に発見された超好熱古細菌の一種である。古細菌Ignicoccus hospitalisの表面に付着して生育する。16S rRNA系統解析から、門レベルで既存の古細菌とは異なると考えられている。
2002年、アイスランド北部コルベインセイ海嶺の水深120mから採取したサンプルを培養していた研究者が、培養された古細菌Ignicoccus sp.（のちIgnicoccus hospitalisとして記載）の表面に付着している小さな生物を見つけた。この生物は、直径400nmと非常に小型で、16S rRNA系統解析から古細菌と考えられたものの、当時既知であった古細菌3界のいずれにも属していない未知系統であることがわかった。これがNanoarchaeum equitansの発見である。命名は、属名がギリシャ語で「小人」を意味するνάνος (nanos)とarchaeum（古細菌）の合成語、種形容語がラテン語で「（馬に）乗る」を意味するequitoエクゥィトーの分詞形である。ただし、正式な記載はされていない。
性質としては、完全にI. hospitalisに依存している寄生体であり、宿主が存在しなければ増殖できない。実験では他のIgnicoccus属菌の存在下やI. hospitalisの細胞破砕液中、半透膜でI. hospitalisと区切った培養液中でも増殖しなかった。70-98℃の嫌気条件下でI. hospitalisと共存するときにのみ増殖する。なお、宿主であるI. hospitalisは増殖能力が明らかに低下する。
単独での増殖が困難な理由としては、ほとんどのアミノ酸、ヌクレオチド、脂肪酸、補酵素の代謝経路を備えていないためと考えられる。ゲノムサイズは0.49Mb(49万885塩基対)で、Mycoplasma genitalium（0.58Mb）よりも小さなゲノムしか持っておらず、2006年に Candidatus カルソネラ・ルディアイ（0.16Mb。細胞内偏性寄生生物）のゲノムが解析されるまでは、最小の生物として知られていた。ただし推定遺伝子数はM. genitaliumよりも多い。